# درختزار دشتی کامبرلند
درختزار دشتی کامبرلند، که همچنین به نام‌های بیشه‌بوم دشتی کامبرلند و درختزار سیدنی غربی، یک جامعه درختزاری چمنزاری است که عمدتاً در غرب سیدنی، نیو ساوت ولز، استرالیا یافت می‌شود و شامل یک تاج‌پوش درختی باز، پوشش زمینی با چمن‌ها و علف‌ها و گیاهان، معمولاً با لایه‌های درختچه یا درختان کوچک است.
درختزارهای دشتی کامبرلند (CPW) واقع در دشت کامبرلند، ساوانایی است که دارای جنگل‌های خشک سخت‌برگ، مراتع و/یا جنگل‌هایی است که یادآور جنگل‌های مدیترانه است. طبق دفتر محیط‌زیست و میراث، این جامعه عمدتاً در منطقه درختزارهای چمنی دره ساحلی قرار دارد، که بخشی از سازند درختزارهای چمنی است که در گذرگاه شرقی نیو ساوت ولز یافت می‌شود.

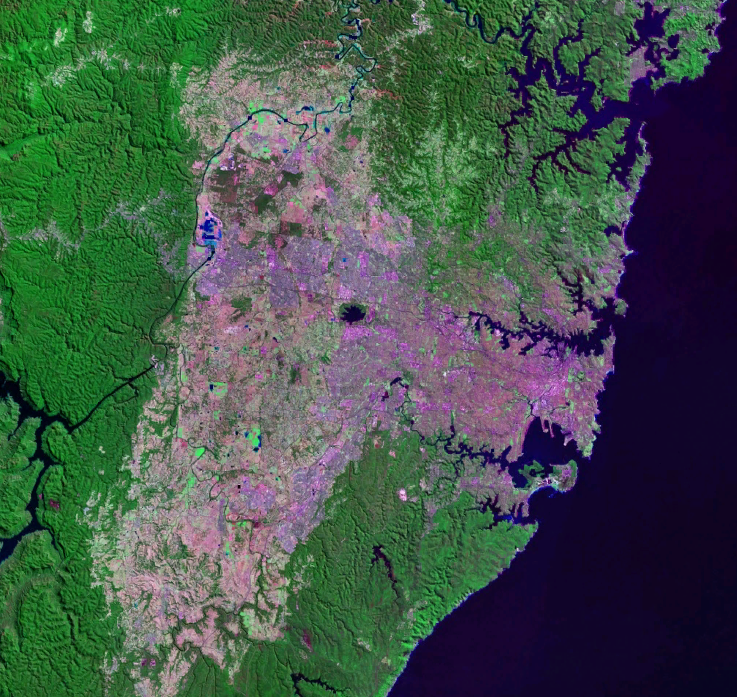
منطقهدرختزار دشتی کامبرلند در غرب CBD سیدنی قرار دارد.

## حیات وحش

### پرندگان
گونه‌های پرندگان در جنگل‌ها عبارتند از (که عمدتاً آسیب‌پذیر و/یا در معرض خطر هستند):
- طوطی‌کاکلی گنگ‌گنگ
- طوطی‌کاکلی سیاه براق
- دارخزک قهوه‌ای
- عسل‌خوار رنگین
- طوطی تیزپر
- کورکور دم‌تخت
- سینه‌سرخ کلاه‌دار
- عسل‌خوار چانه‌سیاه
- طوطی فیروزه‌ای
- جغد پارس‌کن
- جغد نیرومند
- سسک خالدار
- دم‌آتشی الماسی
- جغد نقابدار
- جغد دودی
- عسل‌خوار شاهوار

### پستانداران[۲]
- Large-eared Pied Bat
- کوئول دم‌خالدار
- Eastern False Pipistrelle
- خفاش بال‌خمیده شرقی
- Eastern Freetail Bat
- Large-footed Myotis
- بادپر شکم‌زرد
- بادپر سنجابی
- کوآلا
- Yellow-bellied sheath-tailed bat
- Greater Broad-nosed Bat